# Антон Адамович
Антон Адамович (26 червня 1909, Мінськ, Мінська губернія, Північно-Західний край, Російська імперія, нині — Білорусь — 12 червня 1998, США) — білоруський літературознавець, історик, прозаїк.

## Біографія
У 1920-х писав про творчість сучасних йому білоруських літераторів, в тому числі монографічне дослідження про творчість Максима Гарецького. Перша друкована праця — рецензія на збірку Валерія Морякова «Пялёсткі» (Чырвоны сейбіт, 1926). У 1928 закінчив педагогічний технікум, вступив до БДУ. 25 липня 1930 заарештований у справі «Спілки визволення Білорусі». Постановою Колегії ОДПУ СРСР від 10 квітня 1931 висланий в Глазов, в 1934 переведений у Вятку, де працював у навчальних закладах. Заарештовувався знову в червні 1937 року. Звільнений у 1938 році, повернувся до Мінська. Закінчив БДУ, працював учителем у середній школі. Під час війни залишався в Мінську. З липня 1941 — один з організаторів видання ряду білоруських газет, журналів, книг. Очолив видавничий відділ, створений при Мінській міській управі для організації випуску газет. Одночасно був головним редактором крайового видавництва «Мінськ», керував Білоруським науковим товариством, працював в «Мінській (Білоруській) газеті». В кінці 1943 переїхав до Німеччини. Працював у газеті «Раніца» (Берлін). У таборі для переміщених осіб видавав газети «Ведамкі», «Бацькаўшчына», часапісы «Конадні» і «Сакавік». З 1960 жив у США. Тоді ж став одним з керівників радіостанції «Свобода». Творча спадщина Антона Адамовича — близько 250 робіт, в тому числі англійською, та німецькою мовами.

## Деякі твори і публікації
- Максім Гарэцкі: (Спробы манаграфіі аб творчасьці) // Узвышша. 1928, № 1—6;
- Якуб Колас у супраціве саветызацыі: досьледы і матэрыялы. — Мюнхен, 1955;
- Супраціўленьне саветызацыі ў беларускай літаратуры. — Мюнхен, 1956, (ангельскі пераклад 1958);
- Як дух змаганьня Беларусі (да 100-х угодкаў нараджэньня Івана Луцкевіча) (1981)

Білоруський інститут науки і мистецтва (БІНіМ) у 2003 в серії «Білоруські письменники і поети» випустив у світ новий том: «Антон Адамович. Твори». На 800 сторінках — невідомі роботи, нові переклади, архівні документи. Зміст зібрання творів включає найбільш важливі для осмислення творчості вченого роботи Антона Адамовича: «Паўлюк Трус», «Супраціў саветызацыі ў беларускай літаратуры», «Так пяяў Салавей». Уперше друкуються дві автобіографії Адамовича — 1935 і 1941 рр. Том доповнює нарис упорядника книги Леона Юревича. У книзі вперше друкуються кілька фотографій із зібрання БІНіМ і приватних архівів.